# Patton Oswalt
Patton Oswalt (Portsmouth, 27 gennaio 1969) è un comico, attore e cantante statunitense.

## Filmografia parziale

### Attore

#### Cinema
- Blade: Trinity, regia di David S. Goyer (2004)
- Starsky & Hutch, regia di Todd Phillips (2004)
- Tutti i numeri del sesso (Sex and Death 101), regia di Daniel Waters (2007)
- Balls of Fury - Palle in gioco (Balls of Fury), regia di Robert Ben Garant (2007)
- Young Adult, regia di Jason Reitman (2011)
- Cercasi amore per la fine del mondo (Seeking a Friend for the End of the World), regia di Lorene Scafaria (2012)
- Il luogo delle ombre (Odd Thomas), regia di Stephen Sommers (2013)
- I sogni segreti di Walter Mitty (The Secret Life of Walter Mitty), regia di Ben Stiller (2013)
- 22 Jump Street, regia di Phil Lord e Chris Miller (2014)
- Scherzi della natura (Freaks of Nature), regia di Robbie Pickering (2015)
- Le spie della porta accanto (Keeping Up with the Joneses), regia di Greg Mottola (2016)
- The Circle, regia di James Ponsoldt (2017)
- Nostalgia, regia di Mark Pellington (2018)
- Eternals, regia di Chloé Zhao (2021)
- Ghostbusters - Minaccia glaciale (Ghostbusters: Frozen Empire), regia di Gil Kenan (2024)

#### Televisione
- Seinfeld - serie TV, 1 episodio 6x05 (1994)
- The King of Queens – serie TV, 179 episodi (1998-2007)
- Due fantagenitori (The Fairly OddParents) – serie animata, 1 episodio (2004) – cameo live action
- Reaper - In missione per il Diavolo (Reaper) – serie TV, episodio 1x06 (2007)
- Dollhouse – serie TV, 2 episodi (2009-2010)
- Community – serie TV, episodio 2x03 (2010)
- The Heart, She Holler – serie TV, 22 episodi (2011-2014)
- Due uomini e mezzo (Two and a Half Man) – serie TV, 5 episodi (2012-2013)
- Burn Notice - Duro a morire (Burn Notice) – serie TV, 3 episodi (2012)
- Brooklyn Nine-Nine – serie TV, episodi 1x06-1x15 (2013-2014)
- Modern Family – serie TV, episodio 5x18 (2014)
- Agents of S.H.I.E.L.D. – serie TV, 10 episodi (2014-2020)
- A.P. Bio – serie TV (2018-in corso)
- Crazy Ex-Girlfriend – serie TV, episodi 2x09-4x02 (2017-2018)
- Kim Possible, regia di Zach Lipovsky e Adam B. Stein – film TV (2019)
- Will & Grace – serie TV, episodi 11x03-11x04 (2019)
- Veronica Mars – serie TV, 8 episodi (2019)
- Space Force – serie TV, episodi 2x02-2x06 (2022)
- What We Do in the Shadows – serie TV, guest star episodio 3x10 (2023)

### Doppiatore

#### Cinema
- Ratatouille, regia di Brad Bird, Jan Pinkava (2007)
- Sorry to Bother You, regia di Boots Riley (2018)
- Pets 2 - Vita da animali (The Secret Life of Pets 2), regia di Chris Renaud (2019)

#### Televisione
- Aqua Teen Hunger Force – serie animata, 3 episodi (2003-2006)
- Kim Possible – serie animata, 10 episodi (2003-2007)
- Futurama – serie animata, 1 episodio (2011)
- I Simpson (The Simpsons) – serie animata, 1 episodio (2012)
- The Goldbergs – serie TV (2013 - 2023)
- Word Girl (WordGirl) – serie animata, 29 episodi (2007-2014)
- BoJack Horseman – serie animata, 14 episodi (2014-2020)
- Archer – serie animata, 6 episodi (2016)
- Happy! – serie TV, 18 episodi (2017-2019)
- Spider-Man – serie animata, 1 episodio (2017)
- M.O.D.O.K. – serie animata, 10 episodi (2021)
- AquaDonk Side Pieces – serie animata, 1 episodio (2022)
- The Sandman – serie TV, 7 episodi (2022)
- Among Us – serie TV (2024)

## Doppiatori italiani
Nelle versioni in italiano delle opere in cui ha recitato, Patton Oswalt è stato doppiato da:
- Luigi Ferraro in Will & Grace, Due uomini e mezzo, Tutti i numeri del sesso, Young Adult, Cercasi amore per la fine del mondo, I sogni segreti di Walter Mitty, The Confirmation, Agents of S.H.I.E.L.D., Brooklyn Nine-Nine, Le spie della porta accanto, The Circle, Tutto ciò che voglio, 80 voglia di Brady, Ghostbusters - Minaccia glaciale, Manhunt, Reno 911!
- Nanni Baldini in Tutte le strade portano a casa, Modern Family, Burn Notice - Duro a morire
- Alessio Cigliano in The King of the Queens, Veronica Mars
- Gabriele Lopez in Due fantagenitori
- Mirko Mazzanti in Blade: Trinity
- Teo Bellia in Starsky & Hutch
- Luca Bottale in Community
- Vladimiro Conti in Justified
- Pietro Ubaldi ne Il luogo delle ombre
- Massimo Giuliani in 22 Jump Street
- Giulio Pierotti in Santa Clarita Diet
- Gianluca Machelli in Lady Dynamite
- Pasquale Anselmo in A.P. Bio
- Renato Cecchetto in Kim Possible
- Paolo Macedonio in Gaslit

Da doppiatore è sostituito da:
- Luigi Ferraro in Archer, Happy!, Eternals
- Nanni Baldini in Ratatouille, The Goldbergs
- Alessandro Quarta in M.O.D.O.K., The Sandman
- Franco Mannella in Futurama
- Carlo Scipioni in Kim Possible
- Paolo Vivio in Word Girl
- Ambrogio Colombo in BoJack Horseman (Neal McBeal)
- Pino Ammendola in BoJack Horseman (Pinky Penguin)
- Teo Bellia in We Bare Bears - Siamo solo orsi
- Pierluigi Astore in Spider-Man
- Alessandro Cattelan in Pets 2 - Vita da animali